# 兴桥镇 (吉安市)
兴桥镇，是中华人民共和国江西省吉安市吉州区下辖的一个镇。

## 行政区划
兴桥镇下辖以下地区：
汶溪社区、钓源村、东塘村、袁塘村、湖田村、江下村、湖丘村、高坎村、丁塘村、黄余村、泉塘村、沙江村、藤桥村、虎溪村、罗塘村、秀江村、良源村、江边村和甫里村。

## 交通
- 京港高速铁路昌赣段在兴桥镇设有吉安西站。

## 中国传统村落
2012年，钓源村被评为首批“中国传统村落”。